# 近藤岳登
近藤 岳登（こんどう がくと、1981年2月10日 - ）は、愛知県豊川市出身の元サッカー選手。現役時代のポジションはサイドバック。

## 来歴
高校時代は2年連続で国体メンバーに選ばれるものの、大阪体育大学は1ヵ月で中退。サーフィンやスノーボードに明け暮れる日々を過ごす。
しかし、「その生活には満足できず、自然に体がサッカーを求めた」と、2001年、愛知県リーグ所属の東海理化SCに入団し、サッカーを再開。2003年にはびわこ成蹊スポーツ大学に入学し、2年連続で関西学生選抜に選ばれる活躍を見せる。
その後、2007年にヴィッセル神戸に入団。26歳にして新人という異色の選手であり、注目されていたが前十字靭帯損傷によりシーズンを棒に振った。2008年はサイドバックにも挑戦している。同年、8月9日のアウェイ・磐田戦で念願のリーグ戦デビューを果たした。2009年の夏場にサイドバックで出場機会を得ると、翌2010年7月25日の大宮戦でJ初得点を記録。
2011年は低調なパフォーマンスが続く時期もあったが、終盤には石櫃洋祐から右サイドバックのレギュラーを奪い、自己最多となる19試合に出場した。初めてJ開幕戦スタメンも飾った2012年はホーム開幕戦でゴールを決めたが、その後ルーキー奥井諒にポジションを奪われ出番が激減。シーズン後6シーズン在籍したクラブから戦力外通告を受けた。
2013年に水戸ホーリーホックに完全移籍。シーズン終了後、契約満了により1年で水戸を退団した。
2014年、FC大阪へ移籍。移籍後、半月板を損傷し、その過程で外傷性軟骨欠損症が発覚。多くの選手が引退していく膝の故障だが、近藤は「這いつくばっててもサッカーを続ける」と決意し、手術を選択。一方で、同年9月19日、吉本興業とマネジメント契約を締結。
2017年、約2年に渡る治療の末復帰を果たしたものの、最後まで出場機会は得られず、同年11月28日にFC大阪を契約満了となった。一時期は現役続行を希望していたものの、2018年1月31日に現役を引退をすることが発表された。
引退後も引き続き吉本興業と契約しており、2018年によしもとクリエイティブ・エージェンシーに所属するタレントで結成するアイドルグループ吉本坂46のオーディションを受ける も最終審査で落ちてメンバー入りはならなかった。翌年はR-1ぐらんぷり2019にてJリーガーをネタにしたフリップ芸でエントリーし、準決勝に進出している。また、かつてプレーした神戸を放送域とするKiss FM KOBEではラジオパーソナリティとして活動している。

## 所属クラブ
- 1987年 - 1992年 豊川市立桜木小学校
- 1993年 - 1995年 豊川市立東部中学校
- 1996年 - 1998年 愛知産業大学三河高等学校
- 1999年 - 同年5月 大阪体育大学
- 2001年3月 - 2003年3月 東海理化SC
- 2003年4月 - 2006年 びわこ成蹊スポーツ大学
- 2007年 - 2012年 ヴィッセル神戸
- 2013年 水戸ホーリーホック
- 2014年 - 2017年 FC大阪

## 個人成績
| 国内大会個人成績 | 国内大会個人成績 | 国内大会個人成績 | 国内大会個人成績 | 国内大会個人成績                                 | 国内大会個人成績 | 国内大会個人成績 | 国内大会個人成績 | 国内大会個人成績 | 国内大会個人成績 | 国内大会個人成績 | 国内大会個人成績 |
| 年度             | クラブ           | 背番号           | リーグ           | リーグ戦                                         | リーグ戦         | リーグ杯         | リーグ杯         | オープン杯       | オープン杯       | 期間通算         | 期間通算         |
| 年度             | クラブ           | 背番号           | リーグ           | 出場                                             | 得点             | 出場             | 得点             | 出場             | 得点             | 出場             | 得点             |
| 日本             | 日本             | 日本             | 日本             | リーグ戦                                         | リーグ戦         | リーグ杯         | リーグ杯         | 天皇杯           | 天皇杯           | 期間通算         | 期間通算         |
| ---------------- | ---------------- | ---------------- | ---------------- | ------------------------------------------------ | ---------------- | ---------------- | ---------------- | ---------------- | ---------------- | ---------------- | ---------------- |
| 2001             | 東海理化         |                  | 愛知県1部        |                                                  |                  | -                | -                | -                | -                |                  |                  |
| 2002             | 東海理化         |                  | 愛知県1部        |                                                  |                  | -                | -                | -                | -                |                  |                  |
| 2005             | びわスポ大       | 10               | -                | -                                                | -                | -                | -                | 3                | 2                | 3                | 2                |
| 2006             | びわスポ大       | 10               | -                | -                                                | -                | -                | -                | 3                | 4                | 3                | 4                |
| 2007             | 神戸             | 24               | J1               | 0                                                | 0                | 0                | 0                | 0                | 0                | 0                | 0                |
| 2008             | 神戸             | 23               | J1               | 1                                                | 0                | 3                | 0                | 0                | 0                | 4                | 0                |
| 2009             | 神戸             | 23               | J1               | 4                                                | 0                | 0                | 0                | 0                | 0                | 4                | 0                |
| 2010             | 神戸             | 23               | J1               | 7                                                | 1                | 1                | 0                | 1                | 0                | 9                | 1                |
| 2011             | 神戸             | 2                | J1               | 19                                               | 0                | 0                | 0                | 1                | 0                | 20               | 0                |
| 2012             | 神戸             | 2                | J1               | 4                                                | 1                | 1                | 0                | 0                | 0                | 5                | 1                |
| 2013             | 水戸             | 2                | J2               | 14                                               | 0                | -                | -                | 0                | 0                | 14               | 0                |
| 2014             | FC大阪           | 2                | 関西1部          | 4                                                | 0                | -                | -                | 0                | 0                | 4                | 0                |
| 2015             | FC大阪           | 2                | JFL              | 0                                                | 0                | -                | -                | 0                | 0                | 0                | 0                |
| 2016             | FC大阪           | 2                | JFL              | 0                                                | 0                | -                | -                | -                | -                | 0                | 0                |
| 2017             | FC大阪           | 2                | JFL              | 0                                                | 0                | -                | -                | 0                | 0                | 0                | 0                |
| 通算             | 日本             | 日本             | J1               | 35                                               | 2                | 5                | 0                | 2                | 0                | 42               | 2                |
| 通算             | 日本             | 日本             | J2               | 14                                               | 0                | -                | -                | 0                | 0                | 14               | 0                |
| 通算             | 日本             | 日本             | JFL              | 0                                                | 0                | -                | -                | 0                | 0                | 0                | 0                |
| 通算             | 日本             | 日本             | 関西1部          | 4                                                | 0                | -                | -                | 0                | 0                | 4                | 0                |
| 通算             | 日本             | 日本             | 愛知県1部        | \|\|\|\|colspan="2"\|-\|\|colspan="2"\|-\|\|\|\| |                  |                  |                  |                  |                  |                  |                  |
| 通算             | 日本             | 日本             | 他               | -                                                | -                | -                | -                | 6                | 6                | 6                | 6                |
| 総通算           | 総通算           | 総通算           | 総通算           | \|\|\|\|5\|\|0\|\|8\|\|6\|\|\|\|                 |                  |                  |                  |                  |                  |                  |                  |